# 国際連合ウガンダ・ルワンダ監視団

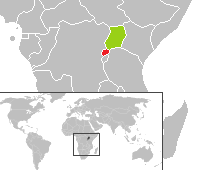
緑で示されたところがウガンダで赤がルワンダ

国際連合ウガンダ・ルワンダ監視団（こくさいれんごうウガンダ・ルワンダかんしだん、United Nations Observer Mission Uganda-Rwanda,UNOMUR）はウガンダ国境地帯に展開した国際連合平和維持活動。ルワンダ紛争の拡大を抑止するために1993年6月22日の国際連合安全保障理事会決議846によって設立された。

## 概要
ルワンダにおいては1962年の独立前後よりツチとフツの集団対立が深まるようになり、ツチの一部は難民としてウガンダへ逃れていた。ウガンダに逃れたツチの集団の一部はウガンダの反政府勢力である国民抵抗軍(NRA)に参加した。NRAは1986年にウガンダの政権を武力による奪取する。国民抵抗軍に参加していた経緯もあり、それまでのルワンダ人組織を改編し、1987年に在ウガンダのルワンダ難民は、軍事的な性格も持つルワンダ愛国戦線(FPR)を結成した。
FPRは1990年10月にウガンダよりルワンダへの侵攻を開始し、ルワンダ紛争が勃発した。この時の戦闘は1992年7月にルワンダ政府とFPR間で停戦協定が結ばれた。アフリカ統一機構による軍事監視団が派遣されていたが、関係勢力は1993年に入り、国際連合へも支援を求めた。国際連合安全保障理事会はこれに応え、6月22日に決議846を採択、国際連合ウガンダ・ルワンダ監視団(UNOMUR)を設立し、停戦監視を支援することとなった。
UNOMURはウガンダ・ルワンダ国境地帯のウガンダ側に展開し、FPR勢力によるルワンダへの越境や武器移送の阻止が任務である。規模は軍事要員81名および文民スタッフからなる。8月から現地展開を開始した。
1993年8月に和平合意が成立すると、ルワンダでの和平構築支援のために国際連合ルワンダ支援団(UNAMIR)が国際連合安全保障理事会決議872によって設立されている。
1994年4月にルワンダとブルンジの大統領が搭乗した機体が撃墜され、それをきっかけにルワンダ虐殺が開始され、FPRも攻勢を行なったが、UNOMURはウガンダに展開し続け、任務を継続した。ルワンダにおける任務はUNAMIRが中心であり、UNOMURは武器移送阻止を通じて、ルワンダ紛争拡大防止へのある程度の貢献は行なったものの、虐殺阻止などにはあまり影響を与えていない。
FPRによるルワンダ制圧により紛争は終結に向かい、UNOMURも1994年9月に任務終了となった。